# Brama Świętojańska
Brama Świętojańska (niem. Johannistor) – jedna z zabytkowych bram wodnych w Gdańsku. Znajduje się u wylotu ul. Świętojańskiej, przy Rybackim Pobrzeżu. Brama prawie w całości jest współczesną odbudową.

## Historia
Brama została zbudowana w okresie średniowiecza, pod koniec XIV wieku. Nie ma przekazów o jej pierwotnym wyglądzie. Prawdopodobnie była niewielkim, piętrowym budynkiem, nakrytym stromym, kalenicowym dachem. W XVI wieku straciła znaczenie militarne i umieszczono w niej mieszkania oraz warsztaty. Przebudowana w XIX wieku, zyskała klasycystyczny fronton umieszczony od strony Motławy.
Zniszczona całkowicie podczas II wojny światowej (ocalał jedynie ceglany, zakończony ostrym łukiem przelot bramy od strony rzeki, wykorzystany przy odbudowie) została odbudowana w latach 1976–1978, w formie klasycystycznej z początku XIX wieku. Obecnie jest siedzibą Polskiego Związku Inżynierów i Techników Budownictwa.
Brama sąsiaduje bezpośrednio z czterogwiazdkowym Hotelem Hanza. Dokładnie naprzeciw bramy, po drugiej stronie Motławy, cumuje Sołdek.

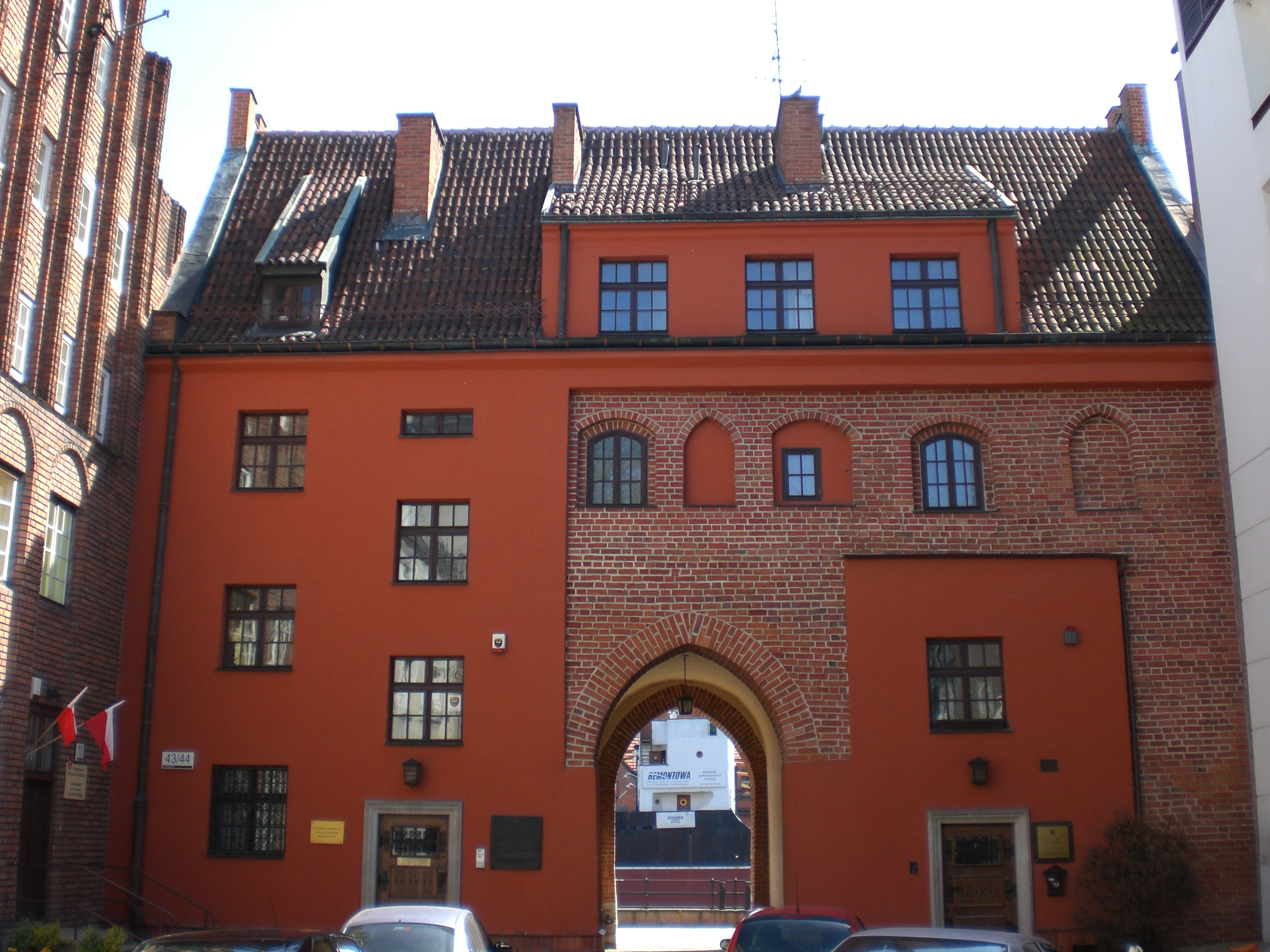
Strona wewnętrzna bramy
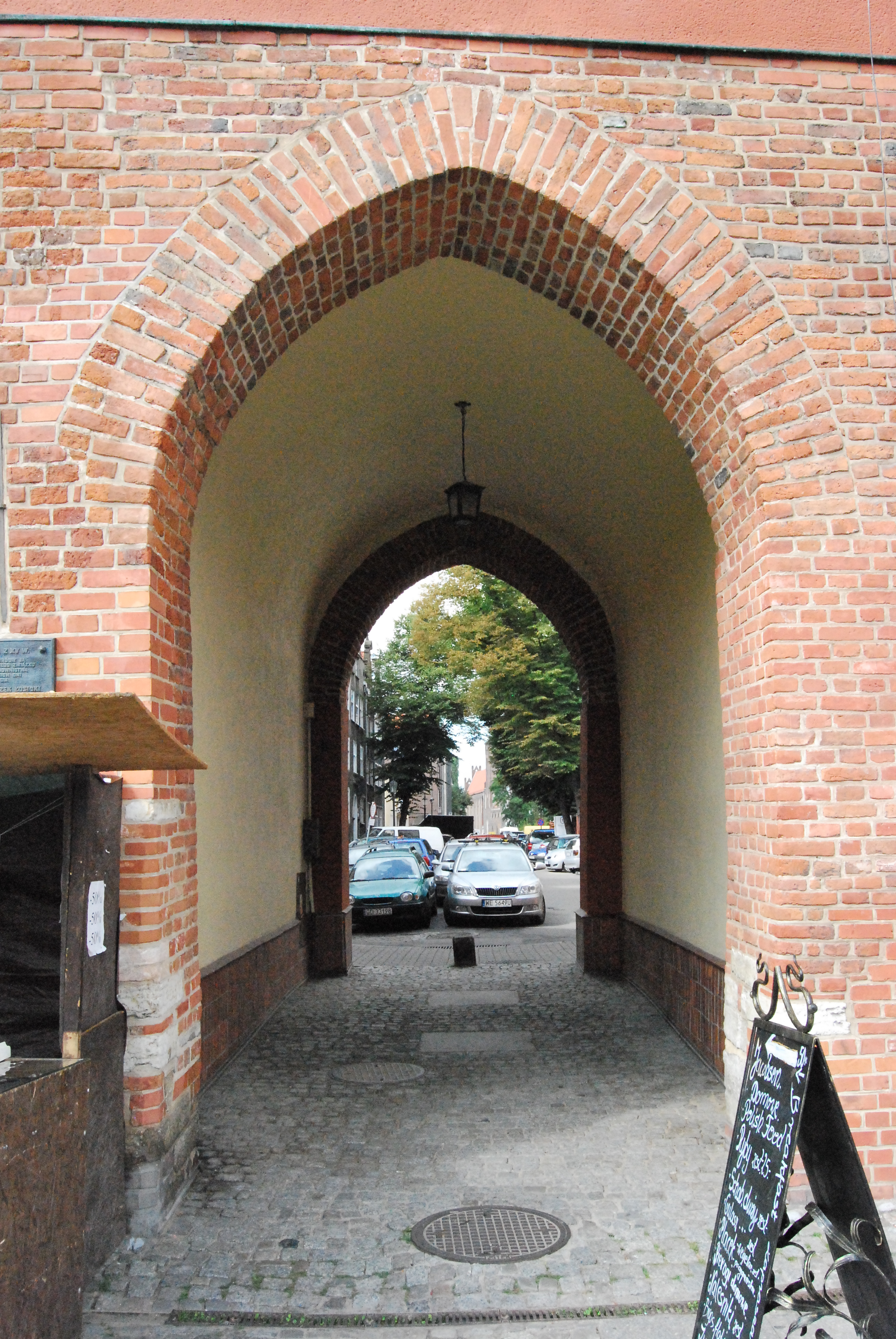
Oryginalny ceglany przelot bramy od strony Motławy